# 1934 en dadaïsme et surréalisme
Pour l'année, voir 1934.
 Chronologie de dada et du surréalisme 
- 1930
- 1931
- 1932
- 1933
- 1934
- 1935
- 1936
- 1937
- 1938

Cet article présente les faits marquants de l'année 1934 en dadaïsme et surréalisme.

## Éphémérides

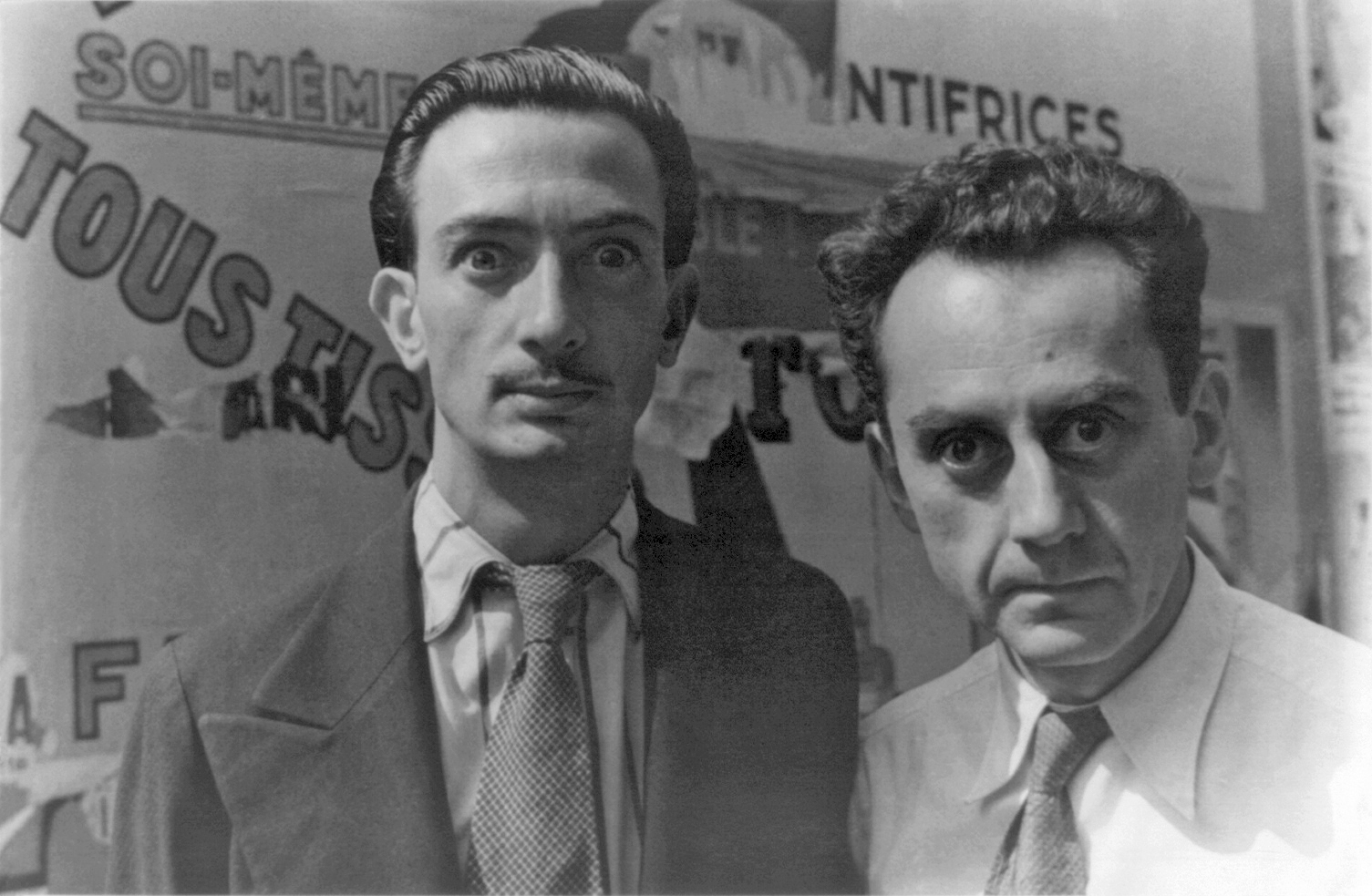
Salvador Dali et Man Ray à Paris en 1934 (photographie de Carl Van Vechten)

### Février
- 2 février
Ouverture du salon des Indépendants où Salvador Dalí expose L'Énigme de Guillaume Tell, représentant un Lénine ridicule avec fixe-chaussettes et casquette démesurée, accroupi, les fesses à l'air, menaçant de dévorer un Dalí miniature terrorisé[1]

- 5 février
Dalí frôle l'exclusion du mouvement surréaliste pour « actes contre-révolutionnaires tendant à la glorification du fascisme hitlérien », à la suite de l'exposition de L'Énigme de Guillaume Tell et pour avoir proposé dès juillet 1933 une étude sérieuse du phénomène Hitler[2].
 Convoqué chez André Breton, Dalí, accompagné de Gala, arrive fiévreux, un thermomètre dans la bouche qu'il consulte dès que la discussion s'échauffe, et couvert de plusieurs couches de vêtements qu'il enlève une à une au fur et à mesure de sa plaidoirie qu'il termine torse nu[3].

- 9 février
Manifestations antifascistes à la suite de la Crise du 6 février 1934. Paul Eluard et Tristan Tzara y participent à Nice, Georges Hugnet à Paris. Ils sont impressionnés par le courage et l'efficacité des jeunes communistes contre la police, tandis que les débats qui agitent le groupe surréaliste ne leur paraissent pas à la hauteur du moment[4].

- 10 février
En réaction aux violentes manifestations fasciste qui se sont déroulées à Paris, autour de l'Assemblée nationale, le 6 février, Breton prend l'initiative de réunir un grand nombre d'intellectuels autour du texte Appel à la lutte et rend visite à Léon Blum pour lui demander son appui.
Ce dernier lui refuse tout débat politique. « Toute une matinée, dans son cabinet de travail de l'île Saint-Louis, je m'efforçai en vain de détourner la conversation du plan littéraire où il se mouvait d'ailleurs avec une aisance et une finesse extrêmes : malheureusement, ce n'était pas pour cela que j'étais venu. Il m'accabla de gentillesses, mais chaque fois que j'entrepris de le ramener à l'objet de ma visite, il s'en tint à des propos dilatoires. »[5]

### Mars
- 21 mars

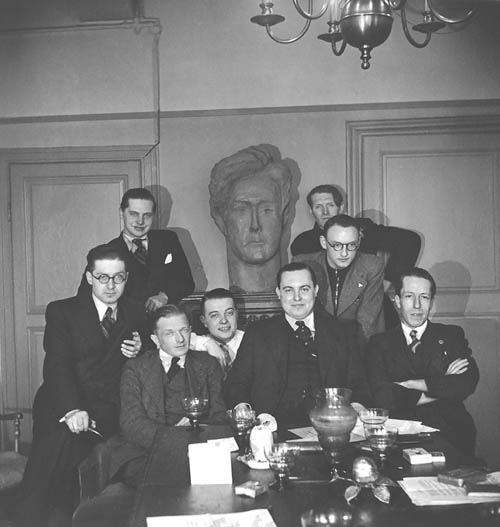
Le groupe Rupture en 1938. 1er rg: Marcel Havrenne, André Lorent, Bovy, Achille Chavée. 2e rg: Deplus, Lefrancq. 3e rg: Michotte, Constant Malva. Tête de Rimbaud par Van de Spiegele

Création à Prague du groupe surréaliste Devetsil par le poète Vítězslav Nezval, l'écrivain Karel Teige et les peintres Jindřich Štyrský et Toyen[7],[8].

- 29 mars
Fondation du groupe Rupture à La Louvière par Achille Chavée, Albert Ludé, André Lorent et Marcel Parfondry. Ils seront rejoints par Fernand Dumont, Marcel Havrenne, Jean Dieu, André Bovy, Marcel Lefrancq, Bob Deplus, Max Michotte, Constant Malva (Alphonse Bourlard), René Lefebvre, Max Servais, Armand Simon, Pol Bury[9].

### Avril
- Les surréalistes lancent une « Enquête sur l'unité d'action » auprès des principaux représentants de la classe ouvrière[10].

- La Planète sans visa, tract du groupe surréaliste qui dénonce l’expulsion de Léon Trotski de France où il avait trouvé refuge[11],[12].

- Sollicité par le groupe surréaliste, Tristan Tzara refuse de s'associer à La Planète sans visa et à l' Appel à la lutte et rédige une note dans laquelle il réclame « 1) la suppression du groupement politique du surréalisme, 2) l'élargissement du front des intellectuels dans le but d'appuyer inconditionnellement affirmativement et sans discussion le parti  communiste, 3) l'exclusion de ce front de tout individu qui mettrait des bâtons dans les roues du parti communiste. »[13],[14],[15]

- 28 avril
Antonin Artaud, Héliogabale ou l'anarchiste couronné, avec six vignettes d'André Derain[16].

- En Belgique, création de l'Association révolutionnaire culturelle (ARC) par le cinéaste Henri Storck dont le but est « d'organiser les écrivains et les artistes ouvriers, en vue de leur collaboration effective à la lutte des classes, en liaison étroite avec les organisations ouvrières de Belgique [et de] lutter contre toutes les nuances de l'idéologie proprement bourgeoise. » Adhésions de René Magritte et Paul Nougé[17].

### Mai
- 12 mai
Exposition internationale du surréalisme au Palais des Beaux-Arts de Bruxelles sous les auspices des revues Minotaure et Documents 34. Invité par E. L. T. Mesens et Paul Nougé, André Breton y donne une conférence le 1er juin[18] : Qu'est-ce que le surréalisme ? : « Les propos malséants qu'on nous impute, les attaques soi-disant inconsidérées, les injures, les ruptures, les scandales - tout ce qu'on nous reproche tant - nous les avons trouvés sur la même route que les poèmes […] Aujourd'hui plus que jamais la « libération de l'esprit », fin expresse du surréalisme, aux yeux des surréalistes, exige pour première condition la « libération de l'homme », ce qui implique que toute entrave à celle-ci doit être combattue avec l'énergie du désespoir, qu'aujourd'hui plus que jamais les surréalistes comptent pour cette libération de l'homme en tout et pour tout sur la Révolution prolétarienne. »[19]
Considérée comme la toute première exposition internationale du surréalisme[20], René Magritte signe la couverture du livre qui reprend le texte de Breton. Salvador Dalí et Paul Eluard sont présents pour le vernissage[21].

- 29 mai
André Breton rencontre Jacqueline Lamba[22].
Quelques jours plus tard, il se souvient du poème Tournesol, écrit en 1923[23], qui évoque, à peu de chose près, les circonstances de cette rencontre à l'ombre de la Tour Saint-Jacques[24].

### Juin
- 8 juin
Rupture entre Antonin Artaud et Roger Vitrac à la suite de la création au Théâtre de l'Atelier de la pièce de Le Coup de Trafalgar dont la mise en scène est confiée à Marcel Herrand. Artaud : « Entre le surréalisme gratuit mais poétique des Mystères de l'amour et la satire explicite d'une pièce de boulevard ordinaire, Roger Vitrac n'a pas su choisir ; et sa pièce sent le parisianisme, l'actualité, le boulevard […] La pièce porte la peine d'appartenir à un système et à un monde condamné, et elle doit disparaître avec ce monde. »[16]

- Petite anthologie poétique du surréalisme qui rassemble les surréalistes du moment d'André Breton à Tristan Tzara à l'exception des poètes édités chez Gallimard[19].

### Juillet
- 15 juillet
André Breton, Qu'est-ce que le surréalisme ?, essai avec un dessin de René Magritte en couverture[25].

- René Char, Le Marteau sans maître[26].

- Publication à Bruxelles du premier numéro de Documents 34 (directeur Jean Stéphane et rédacteur en chef E. L. T. Mesens) consacré au surréalisme. Nombreux dessins d'Yves Tanguy et un dialogue avec André Breton : « B. Qu'est-ce que ta peinture ? T. C'est une petite fumée blanche. B. Qu'est-ce que la Bretagne ? T. C'est un fruit mangé par les guêpes. B. Qu'est-ce que tu préfères ? T. C'est un reflet sur l'eau. B. Qu'est-ce que l'amour physique ? T. C'est la moitié du plaisir. B. Qu'est-ce que la vieillesse ? T. C'est un lâche. »[27].

- Document 34  publie Intervention surréaliste, texte écrit par René Magritte, E. L. T. Mesens, Paul Nougé, Scutenaire et André Souris, dans lequel ils s'interrogent sur les conditions d'une activité révolutionnaire hors du parti communiste[28].

- Breton, Point du jour, recueil d'articles, de textes ou de préfaces écrits depuis 1924[25].

- Exposition Joan Miró à Londres[29].

### Août
- 14 août
Jacqueline Lamba et André Breton se marient à Paris avec pour témoins Paul Eluard et Alberto Giacometti[18].

- Benjamin Péret, De derrière les fagots, avec une eau-forte de Pablo Picasso[30]

### Septembre
- Rencontre André Breton / Oscar Dominguez[31].

### Octobre
- Antonin Artaud
  - Appel à la jeunesse : « Je ne peux rien avec de l'opium qui est bien la plus abominable tromperie, la plus redoutable invention de néant qui ait fécondé des sensibilités humaines. Mais je ne peux rien sans à un moment donné en moi-même cette culture de néant. »[32]
  - Le Théâtre et la peste, publié dans la La Nouvelle Revue française[32].

- Exposition Salvador Dalí à Londres[29].

### Novembre
- 28 novembre
Première exposition parisienne de Victor Brauner à la galerie Pierre. André Breton écrit la préface du catalogue[33] : « Le désir et la peur président, en effet, par excellence, au jeu qu'il, mène avec nous, dans le cercle visuel très inquiétant où l'apparition lutte crépusculairement avec l'apparence. »[34]

### Décembre
- 5 décembre
Hans Bellmer, Poupée : variations sur le montage d'une mineure articulée, série de photos parues dans la revue Minotaure[35]

- 5 décembre
André Breton, L'Air de l'eau, avec quatre gravures au burin par Alberto Giacometti[31], poèmes en hommage à Jacqueline[36].

- Paul Eluard, La Rose publique[30].

### Cette année-là
- Aimé Césaire, Léon-Gontran Damas et Léopold Sédar Senghor créent la revue L'Étudiant noir où le surréalisme est considéré comme un allié plus qu'un modèle[réf. nécessaire]

- En découvrant le tableau de Giorgio De Chirico Mélancolie et mystère d'une rue, le peintre belge Paul Delvaux a la révélation du surréalisme[réf. nécessaire]

- Robert Desnos adhère et participe à divers mouvements d'intellectuels antifascistes[réf. nécessaire]

- Max Ernst rencontre Alberto Giacometti et commence à sculpter[réf. nécessaire]

- Étudiant à Paris, Georges Henein, Égyptien d'origine copte, adhère au groupe surréaliste[37].

- Gisèle Prassinos, alors âgée de 14 ans, est présentée à André Breton, René Char et Paul Eluard[réf. nécessaire]

- Adhésion au surréalisme du peintre et écrivain suisse Kurt Seligmann[réf. nécessaire]

### Œuvres
- Antonin Artaud
  - Héliogabale ou l'anarchiste couronné, avec six vignettes d'André Derain
- Hans Bellmer
  - Poupée : variations sur le montage d'une mineure articulée, série de photographies
- Ejler Bille
  - Picasso, surréalisme, abstraction, ouvrage critique publié au Danemark[38]
- Vilhelm Bjerke-Petersen
  - L'Animalité dans la femme appartient à la nuit, huile sur toile
- Maurice Blanchard
  - Malebolge, poèmes : « La plus belle sculpture / C'est le pavé de grès / C'est le pavé cubique / Le lourd pavé qu'on jette
Sur la gueule des flics / Par les chants et le prières / Par le sang le fer et l'art / De s'en servir »[39]

- Victor Brauner

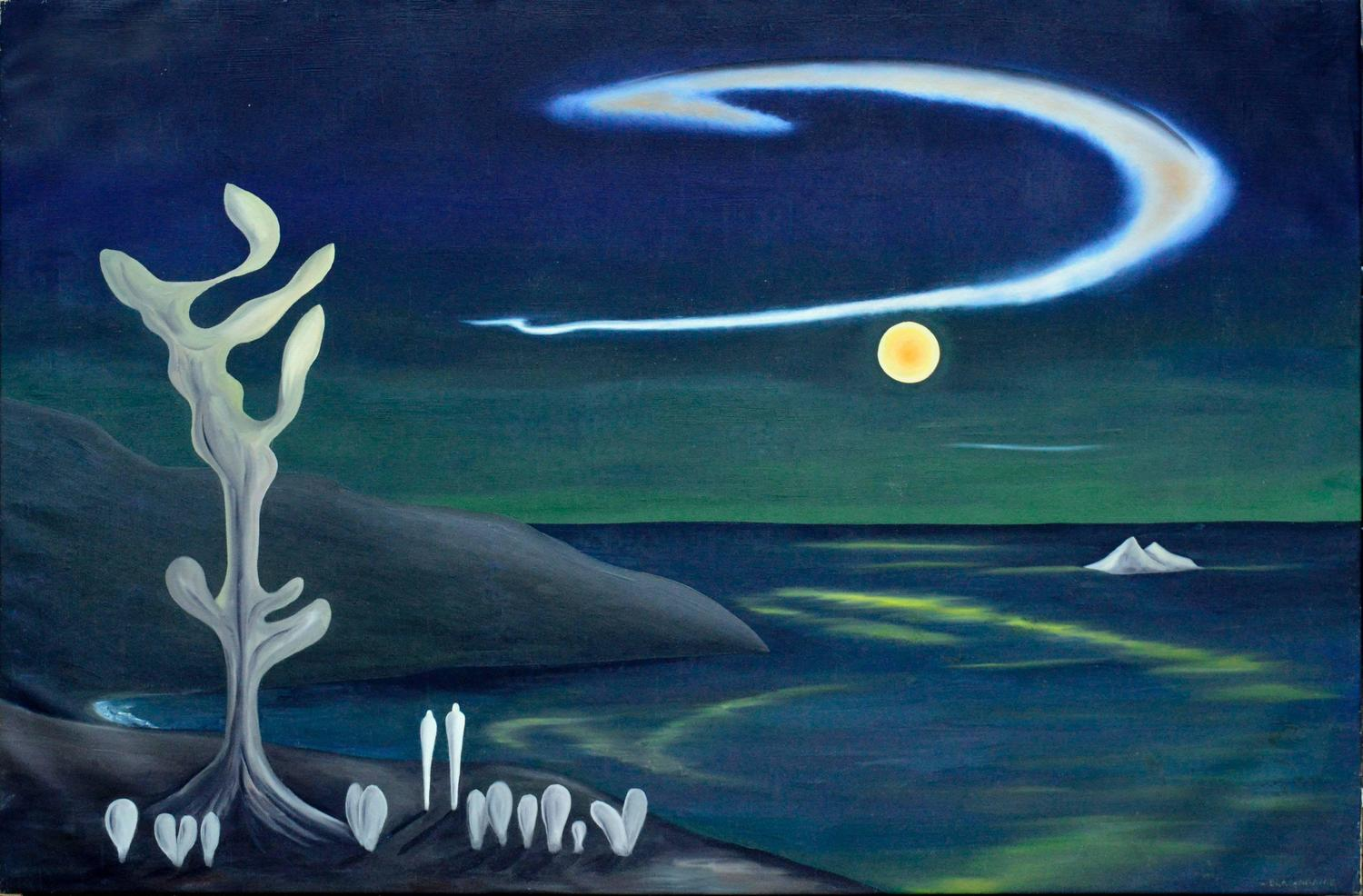
Marguerite Blasingamme, Island moon before the world

  - L'Étrange K de Monsieur K, huile sur toile. André Breton : « La grande marmite nocturne et immémoriale gronde au loin et à chaque coup de gong frappé - c'est son couvercle qui bat - glissent par l'entrebâillement toutes sortes d'êtres et d'objets douteux qui se répandent dans la campagne mentale. »[40]
  - Hitler, huile sur carton[41]
  - Petite morphologie, huile sur toile[42]
  - Portrait d'André Breton, huile sur toile[43]
  - Les Prestiges de l'air, huile sur toile[44]
- André Breton
  - L'Air de l'eau, poèmes, aux éditions des Cahiers d'art, achevé d'imprimer le 5 décembre[45]
  - Page-Objet à Marcelle Ferry, boîte surréaliste[46]
  - Point du jour, recueil de textes parus entre 1924 et 1933 chez Gallimard mais pas d'achevé d'imprimer[47] qu'il dédicace à Nusch Eluard : « Pour Nusch (Madame Eluard) à défaut des oiseaux et des pierreries que j'aimerais faire jaillir de sa corbeille de mariage. »[18]
  - Qu'est-ce que le surréalisme ?, essai, édité chez René Henriquez à Bruxelles, achevé d'imprimer du 15 juillet[48]
- René Char
  - Le Marteau sans maître : « Mains obscures mains si terribles / Filles d'excommuniées / Faites saigner les têtes chastes / Derrière les embruns on a nommé le sang / La chair toute puissante ranimée dans les rêves / Nourricière du phénix / Mort minuscule de l'été / Dételle-moi mort éclairante / À présent je sais vivre »[réf. nécessaire]

- Salvador Dalí

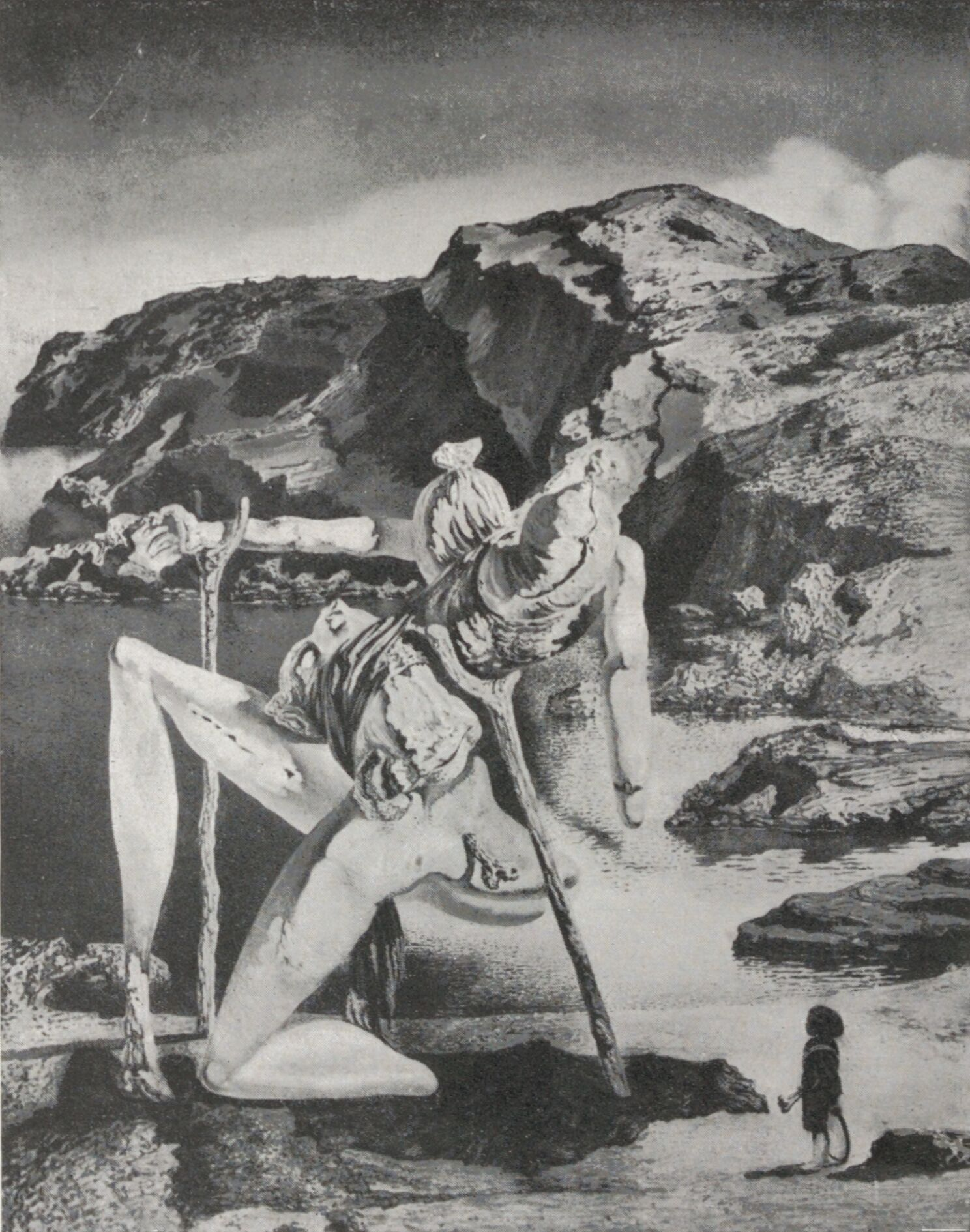
Spectre du sex-appeal de Salvador Dalí.

  - Le Cavalier de la mort, dessin à l'encre[49]
  - Méditation sur la harpe[50]
  - Nu féminin hystérique et aérodynamique, sculpture[51]
  - Sevrage du Meuble-Aliment, huile sur toile[52]
  - Le Spectre du sexappeal, huile sur bois[53]
  - Le Spectre de Vermeer pouvant être utilisé comme table, huile sur toile[54]
- Paul Delvaux
  - Femmes en dentelle, huile sur toile[réf. nécessaire]
  - Le Paravent, huile sur toile
- Oscar Dominguez
  - L'Arrivée de la Belle Époque, huile sur toile[55]
  - Le Chasseur, huile sur toile[56]
- Paul Eluard
  - La Rose publique
- Max Ernst
  - Habakuk, sculpture
  - Pétales et jardin de la nymphe Ancolie, peinture à la résine synthétique sur plâtre, transférée sur bois[57]
- Alberto Giacometti
  - L'Objet invisible ou Mains tenant le vide, plâtre[58]
- Roger Gilbert-Lecomte
  - La Vie l'amour la mort le vide et le vent[59]
- Valentine Hugo
  - Rêve du 17 janvier 1934, huile sur toile[60]
- Dora Maar
  - Main et miroir, épreuve gélatino-argentique obtenue par contact[61]
- Guy Mangeot
  - Histoire du surréalisme[62]
- René Magritte
  - L'Invention collective, huile sur toile[63]
  - Le Mouvement perpétuel, huile sur toile[64]
  - Le Viol, huile sur toile[65]
- E. L. T. Mesens
  - Intervention surréaliste
- Joan Miró
  - Homenaje à Prats, collage, crayon graphite et fusain sur papier[66]
- Henry Moore
  - Figure, sculpture
- Richard Oelze
  - Tourments quotidiens, huile sur toile[67]
- Benjamin Péret
  - De derrière les fagots, avec une eau-forte de Pablo Picasso[68]
- Pablo Picasso
  - Composition (au papillon), collage[69]
  - Nu dans un jardin, huile sur toile
- Man Ray
  - A l'Heure de l'Observatoire, les Amoureux, huile sur toile[70]
  - L'Échiquier surréaliste, photomontage des portraits d'André Breton, de Max Ernst, Salvador Dalí, Jean Arp, Yves Tanguy, René Char, René Crevel, Paul Eluard, Giorgio De Chirico, Alberto Giacometti, Tristan Tzara, Pablo Picasso, René Magritte, Victor Brauner, Benjamin Péret, Guy Rosey, Joan Miró, d'E. L. T. Mesens, de Georges Hugnet et Man Ray[71]
  - Explosante fixe, photographie[72]
- Kurt Seligmann
  - Hommage à Urs Graf, huile sur toile[73]
  - Protubérances cardiaque, recueil de quinze eaux-fortes[74]
- Philippe Soupault
  - Le Cœur volé, scénario écrit pour Jean Vigo[75]
- Jindřich Štyrský
  - Deux belles jambes, huile sur toile[76]
- Yves Tanguy
  - Je vous attends, huile sur toile[77]
  - Les Otages, huile sur toile[78]
- Toyen
  - La Voix de la forêt, huile sur toile[79]
- Alois Wachsman
  - Œdipe se lavant, huile sur toile[80]